# Theridion italiense
Theridion italiense là một loài nhện trong họ Theridiidae.
Loài này thuộc chi Theridion. Theridion italiense được Jörg Wunderlich miêu tả năm 1995.